# Lupinus hornemanni
Lupinus hornemanni là một loài thực vật có hoa trong họ Đậu. Loài này được J.Agardh miêu tả khoa học đầu tiên.